# Raijon Kelly
Raijon Travell Kelly (Saint Paul, 15 maart 1993) is een Amerikaans basketballer.

## Carrière
Kelly speelde collegebasketbal voor de Samford Bulldogs van 2011 tot 2014. Hij speelde hierna nog een seizoen voor de Angelo State Rams. Hij werd niet gekozen in de NBA draft van 2015. Hij tekende daarna zijn eerste profcontract in de Zwitserse competitie bij Fribourg Olympic Basket in januari 2016 maar speelde enkel voor hun opleidingsploeg in de tweede klasse. In december 2016 tekende hij in de Litouwse competitie bij Palangos Kuršiai waar hij speelde tot in maart 2017, hij speelde daarna voor het Amerikaanse Cedar Valley CourtKings uit de Midwest Basketball League.
Voor het seizoen 2017/18 tekende hij bij het Portugese UD Oliveirense maar hij verliet de club alweer in januari 2018. Hij speelde in de zomer opnieuw voor de Cedar Valley CourtKings. Hij speelde gedurende het seizoen 2018/19 voor de Zwitserse eersteklasser Riviera Lakers. Na een seizoen maakte hij de overstap naar reeksgenoot SAM Basket Massagno. In januari 2020 ging hij spelen voor reeksgenoot Lions de Genève. In de zomer van 2020 tekende hij bij de Franse tweedeklasser Lille Métropole Basket waar hij twee seizoenen speelde. Aan het einde van het seizoen 2021/22 tekende hij nog voor het Zwitserse Fribourg Olympic Basket als vervanger van de geblesseerde Davonta Jordan.
Hij startte het seizoen 2022/23 voor Elitzur Shomron uit Israël. In januari 2023 tekende hij als medische vervanger voor Nic Moore bij Boulazac Basket Dordogne uit de Franse tweede klasse. In april 2023 ging hij nog spelen voor reeksgenoot Etoile Angers Basket. In de zomer van 2023 speelde hij in de CEBL voor de Edmonton Stingers. Hij speelde het seizoen 2023/24 in de Roemeense competitie voor FC Argeș Pitești.
In de zomer van 2024 tekende hij bij de Franse tweedeklasser Hermine de Nantes, hij verliet de club in november 2024. In december 2024 tekende hij bij de Belgische eersteklasser Brussels Basketball als vervanger van de vertrokken Eric Boone.

## Erelijst
- MBL-kampioen: 2017